# Turraea rutilans
Turraea rutilans är en tvåhjärtbladig växtart som först beskrevs av James Edward Smith, och fick sitt nu gällande namn av J. Bosser. Turraea rutilans ingår i släktet Turraea och familjen Meliaceae. Inga underarter finns listade i Catalogue of Life.